# SN 2000by
SN 2000by – supernowa typu Ia odkryta 7 kwietnia 2000 roku w galaktyce A113954-0422. W momencie odkrycia miała maksymalną jasność 19,30m.